# 芬德爾站
芬德爾站（英語：Ferndale station）是巴爾的摩輕軌的車站之一，本線輕軌的北上列車行駛至提摩尼姆站，離峰時間則延駛至亨特谷站。南下列車開往克隆威爾／格蘭伯尼站。
本站目前無免費公共停車場。
本站目前無巴士行經。

## 相邻车站
| 上一站               |  | 巴爾的摩輕軌 |  | 下一站   |
| -------------------- |  | ------------ |  | -------- |
| 克隆威爾／格蘭伯尼站 |  | 格蘭伯尼支線 |  | 林西肯站 |

## 外部連結
- Schedules
- Google Street View上的芬德爾站